# Mykolas Alekna
Mykolas Alekna (ur. 28 września 2002) – litewski lekkoatleta specjalizujący się w rzucie dyskiem.
W sezonie 2021 został mistrzem Europy juniorów oraz wywalczył mistrzostwo świata w tej kategorii wiekowej. Rok później, w wieku niespełna 20 lat, zdobył wicemistrzostwo świata w Eugene oraz mistrzostwo Europy w Monachium, ustanawiając rekord mistrzostw Europy. W 2023 roku został młodzieżowym mistrzem Europy, bijąc rekord mistrzostw, a także wywalczył brązowy medal mistrzostw świata.
Złoty medalista mistrzostw Litwy oraz mistrzostw krajów bałtyckich. Stawał na podium czempionatu NCAA.
Jego ojciec, Virgilijus Alekna, był trzykrotnym (w tym dwukrotnie złotym) medalistą olimpijskim w rzucie dyskiem.
Rekordy życiowe: 75,56 (13 kwietnia 2025, Ramona) rekord świata.

## Osiągnięcia
| Rok  | Impreza                              | Miejsce   | Pozycja    | Wynik |
| ---- | ------------------------------------ | --------- | ---------- | ----- |
| 2019 | Olimpijski festiwal młodzieży Europy | Baku      | 9. miejsce | 54,13 |
| 2021 | Mistrzostwa Europy juniorów          | Tallinn   | 1. miejsce | 68,00 |
| 2021 | Mistrzostwa świata juniorów          | Nairobi   | 1. miejsce | 69,81 |
| 2022 | Mistrzostwa świata                   | Eugene    | 2. miejsce | 69,27 |
| 2022 | Mistrzostwa Europy                   | Monachium | 1. miejsce | 69,78 |
| 2023 | Młodzieżowe mistrzostwa Europy       | Espoo     | 1. miejsce | 68,34 |
| 2023 | Mistrzostwa świata                   | Budapeszt | 3. miejsce | 68,85 |
| 2024 | Mistrzostwa Europy                   | Rzym      | 3. miejsce | 67,48 |
| 2024 | Igrzyska olimpijskie                 | Paryż     | 2. miejsce | 69,97 |

## Odznaczenia
- Krzyż Kawalerski Orderu Wielkiego Księcia Giedymina (2023)[1]